# Pátzcuaro (jezioro)
Pátzcuaroⓘ – jezioro w Meksyku, na Wyżynie Meksykańskiej. 
Dane liczbowe
- wysokość, na której leży jezioro to 2050 m.,
- średnia głębokość: 8 m,
- powierzchnia: 260 km².

W jeziorze Pátzcuaro występuje duża różnorodność gatunkowa ryb. Brzegi tego jeziora są zarośnięte trzciną. 